# Ralph Ogden
Ralph Ogden (San José, California, 25 de enero de 1948) es un exjugador y exentrenador de baloncesto estadounidense que disputó una temporada en la NBA, transcurriendo el resto de su carrera deportiva en la Basketball Bundesliga como jugador y entrenador. Con 1,96 metros de estatura, jugaba en la posición de alero. Es hermano del también exjugador Bud Ogden.

## Trayectoria deportiva

### Universidad
Jugó durante cuatro temporadas con los Broncos de la Universidad de Santa Clara, en las que promedió 15,4 puntos y 6,2 rebotes por partido. En su último año fue incluido en el mejor quinteto de la West Coast Conference, tras promediar 21,9 puntos y 7,8 rebotes por encuentro.

### Profesional
Fue elegido en la quincuagésimo tercera posición del Draft de la NBA de 1970 por San Francisco Warriors, y también por los Utah Stars en el draft de la ABA, fichando por los primeros. Allí disputó una temporada, en la que fue el jugador menos utilizado por su entrenador, Al Attles, promediando 1,3 puntos y 1,0 rebotes en los 32 partidos en los que saltó a la pista.
Tras su corta estancia en la liga, se marchó a jugar a Alemania, donde permaneció durante más de 30 años, primero como jugador y posteriormente como entrenador. Allí ayudó en 1976 al Oldenburger TB a ascender a la Basketball Bundesliga.

## Estadísticas de su carrera en la NBA

### Temporada regular
| Temporada | Edad | Equipo                 | Liga | P  | TIT | MIN | TC  | TCA | %TC  | 3P | 3PA | %3P | TL  | TLA | %TL  | R.OF. | R.DEF. | REB | ASIS | ROB | TAP | PER | FP  | PTS |
| 1970-71   | 23   | San Francisco Warriors | NBA  | 32 |     | 5.1 | 0.5 | 2.2 | .239 |    |     |     | 0.3 | 0.4 | .667 |       |        | 1.0 | 0.3  |     |     |     | 0.5 | 1.3 |
| Total     |      |                        | NBA  | 32 |     | 5.1 | 0.5 | 2.2 | .239 |    |     |     | 0.3 | 0.4 | .667 |       |        | 1.0 | 0.3  |     |     |     | 0.5 | 1.3 |

### Playoffs
| Temporada | Edad | Equipo                 | Liga | P | MIN | TCA | TC | 3PA | 3P | TLA | TL | R.OF. | REB | ASIS | ROB | TAP | PER | FP | PTS | %TC  | %3P | %FT   | MIN | PTS | REB | AST |
| 1970-71   | 23   | San Francisco Warriors | NBA  | 2 | 15  | 1   | 5  |     |    | 4   | 4  |       | 4   | 1    |     |     |     | 0  | 6   | .200 |     | 1.000 | 7.5 | 3.0 | 2.0 | 0.5 |
| Total     |      |                        | NBA  | 2 | 15  | 1   | 5  |     |    | 4   | 4  |       | 4   | 1    |     |     |     | 0  | 6   | .200 |     | 1.000 | 7.5 | 3.0 | 2.0 | 0.5 |